# 東谷山フルーツパーク
東谷山フルーツパーク（とうごくさんフルーツパーク）は、愛知県名古屋市守山区の東谷山麓にある公園施設である。

## 概要
果樹を中心とした植物観察や散策、果樹栽培の講習・相談など、多目的な利用がなされている。春や秋にはイベントも行われて多くの来園者で賑わう。

## 沿革
- 1980年（昭和55年）4月 - 開園。

## 主な施設
- 世界の熱帯果樹温室 - 熱帯・亜熱帯地方のめずらしい果樹を観察することができる。
- 果樹園 - アンズ、イチジク、ウメ、カキ、キーウィ、クリ、スモモ、ナシ、ビワ、ブドウ、ブルーベリー、モモ、ミカン、リンゴの各園。
- くだもの館・売店 - 果物に関するさまざまな知識を紹介し、果物など販売している。
- レストハウス - フルーツが楽しめる豊富なメニュー。
- 園内 - 約1000本のシダレザクラがある。

## 周辺
付近一帯は、名古屋市近郊の桜の名所としても知られる。南側は尾張旭市にある愛知県運営の森林公園に接している。また、北側は庄内川を隔てて春日井市の高蔵寺地区に、東側は瀬戸市の本郷町、水野地区にそれぞれ接している。東側には名古屋市の最高峰の東谷山（標高198m）があり、第1駐車場付近から山頂まで750mの東谷山散策路がある。
公共交通機関でのアクセスの場合、名古屋市営バス（藤丘12・志段味巡回）が「東谷山フルーツパーク」バス停まで乗り入れているが、バス停からさらに坂道を登る必要がある（徒歩で約13分）。南門へは同「大久手池東」バス停からが近い。他のアクセス方法としては、JR中央本線 / 愛知環状鉄道・愛知環状鉄道線 高蔵寺駅から徒歩で約25分または名古屋ガイドウェイバス ガイドウェイバス志段味線（ゆとりーとライン）「東谷橋」バス停から徒歩で約15分。瀬戸市側からは瀬戸市コミュニティバス：下半田川線「十軒家」バス停から徒歩で約20分。東名高速道路 守山スマートインターチェンジより10分程度で到着できる。瀬戸市の北みずの坂を挟んだ愛知環状鉄道・愛知環状鉄道線 中水野駅も比較的近いが、こちらからのアクセス手段は徒歩以外ない。

## ギャラリー

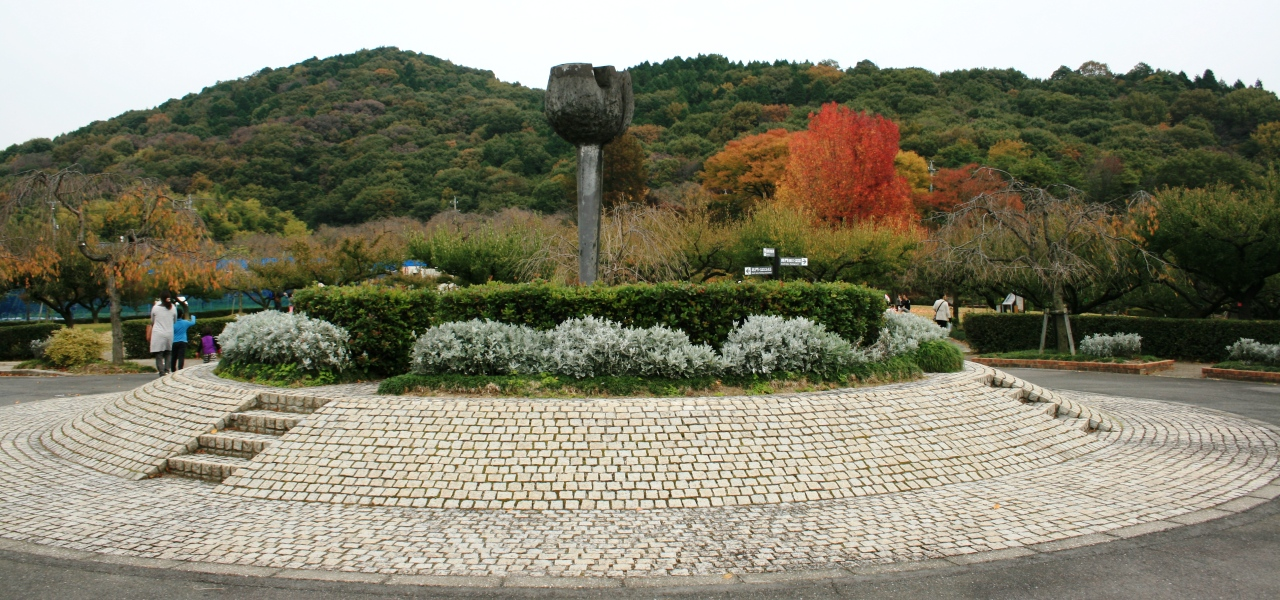
シンボルタワーと東谷山
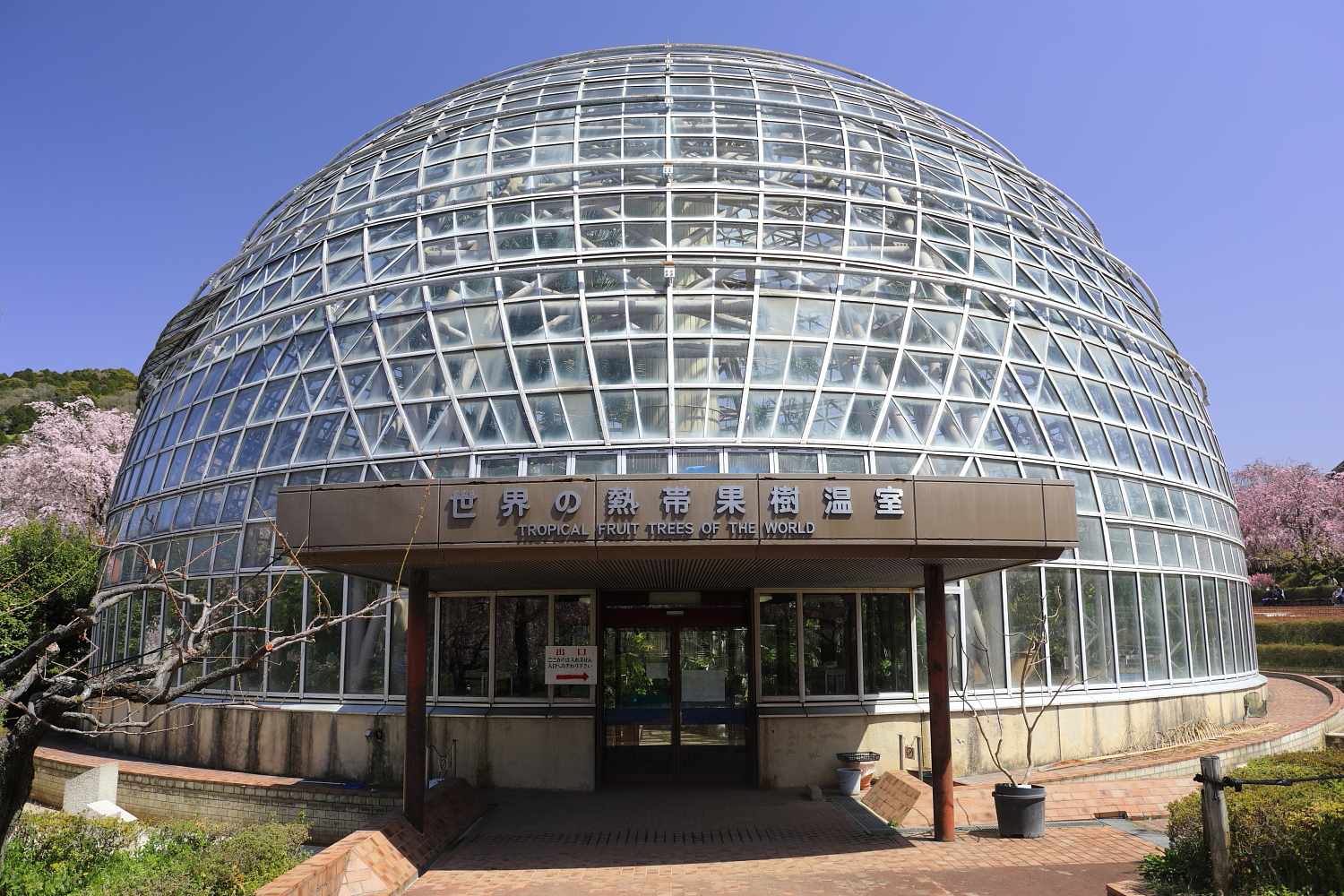
世界の熱帯果樹温室
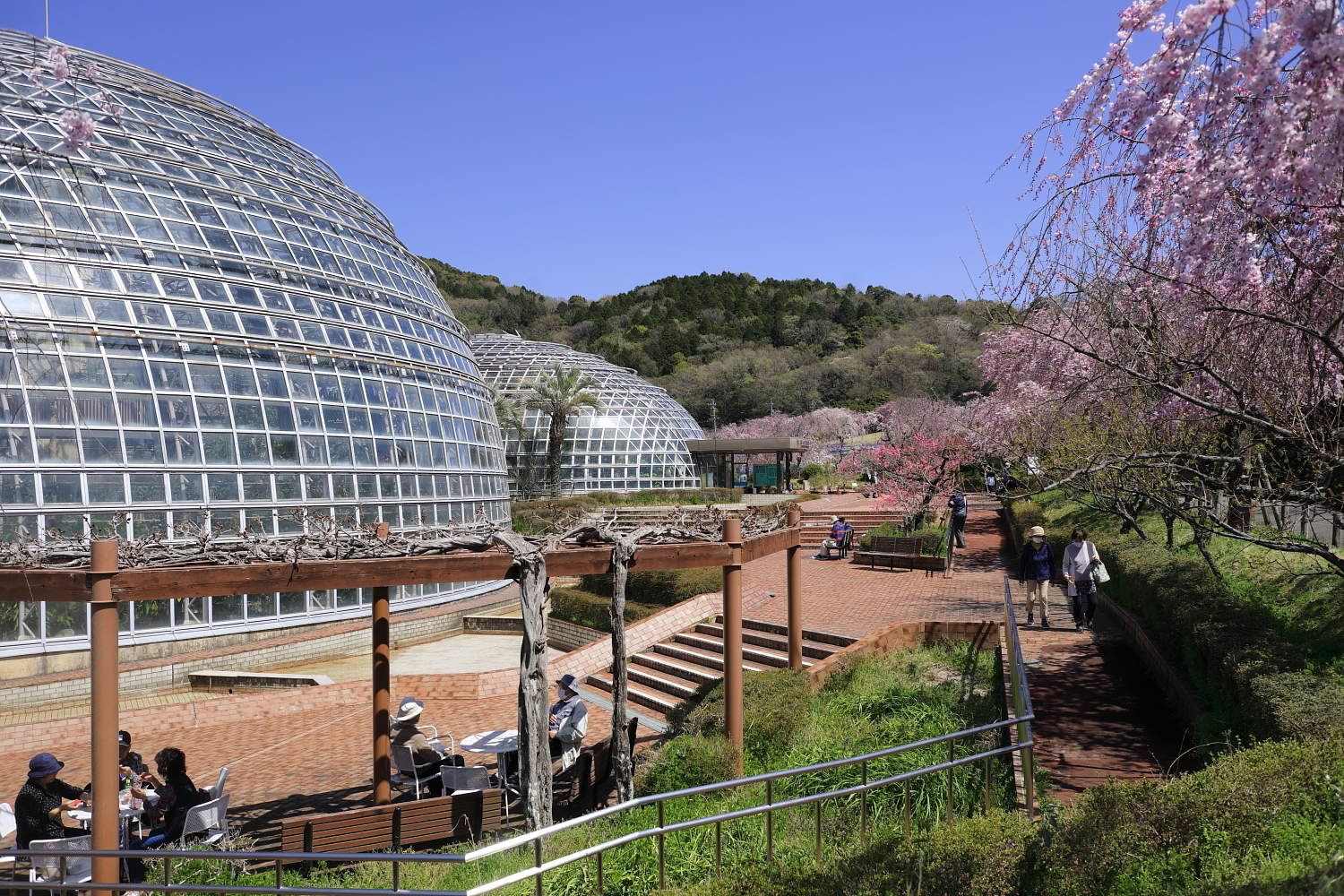
温室と園内のシダレザクラ
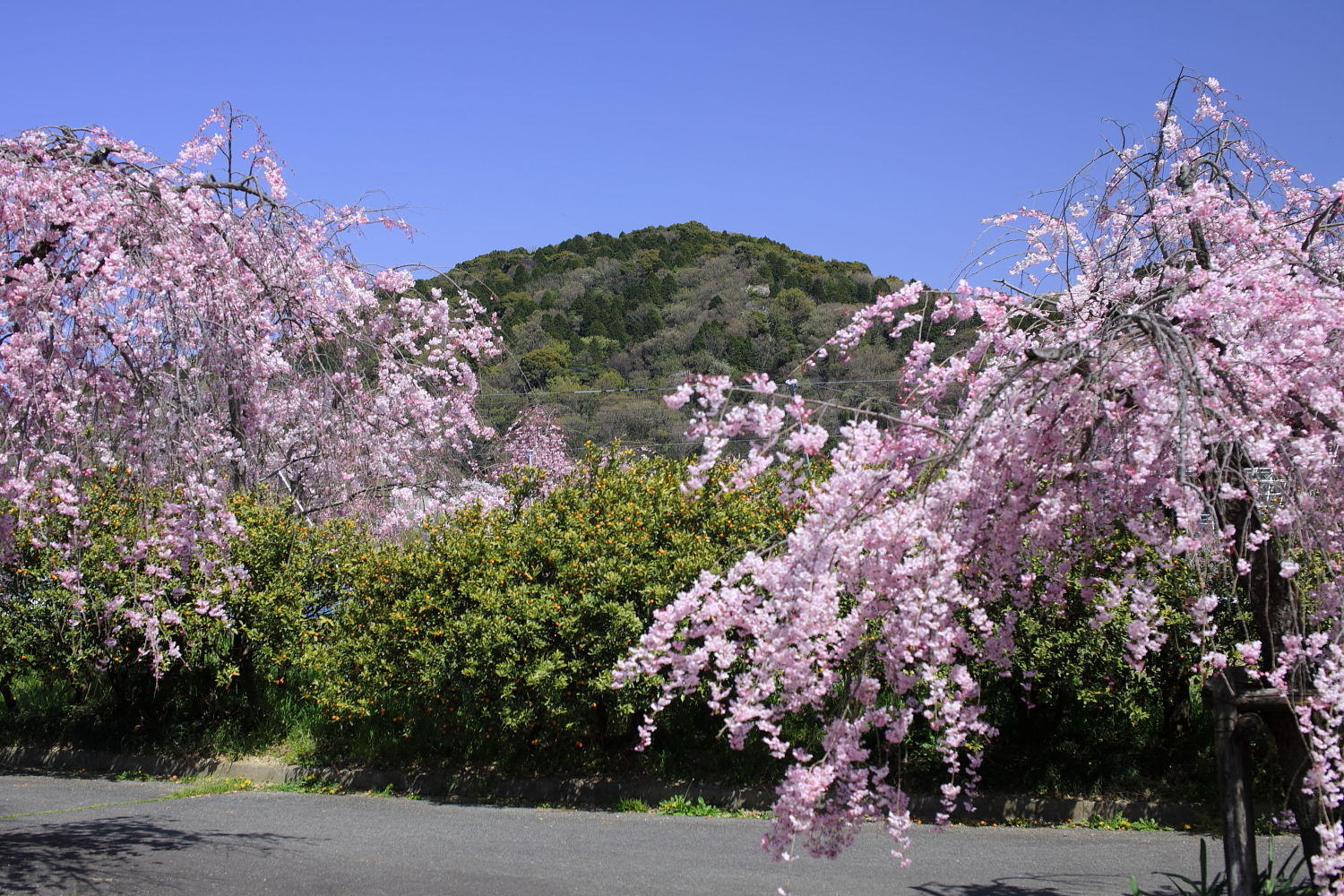
東谷山と園内のシダレザクラ
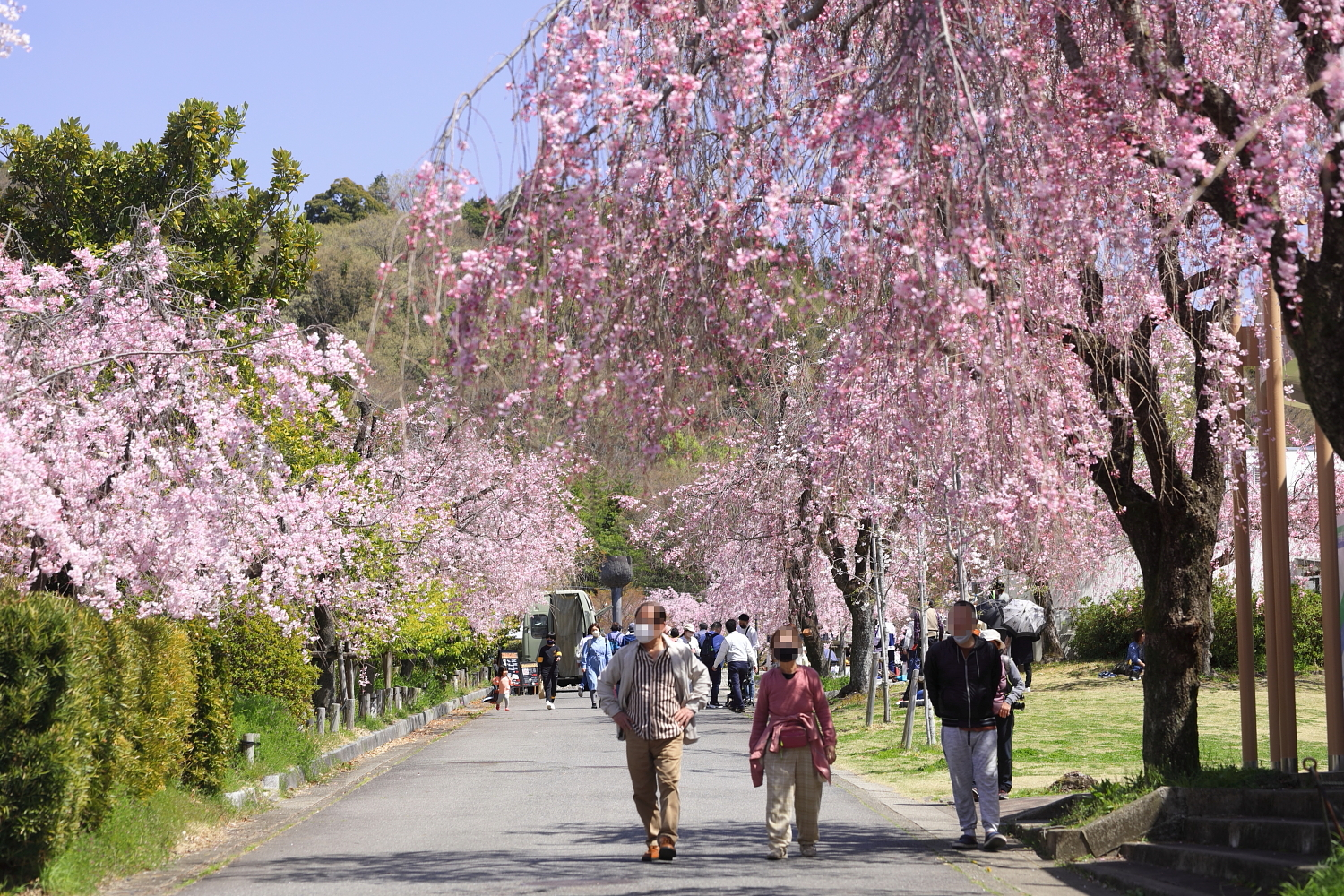
園路
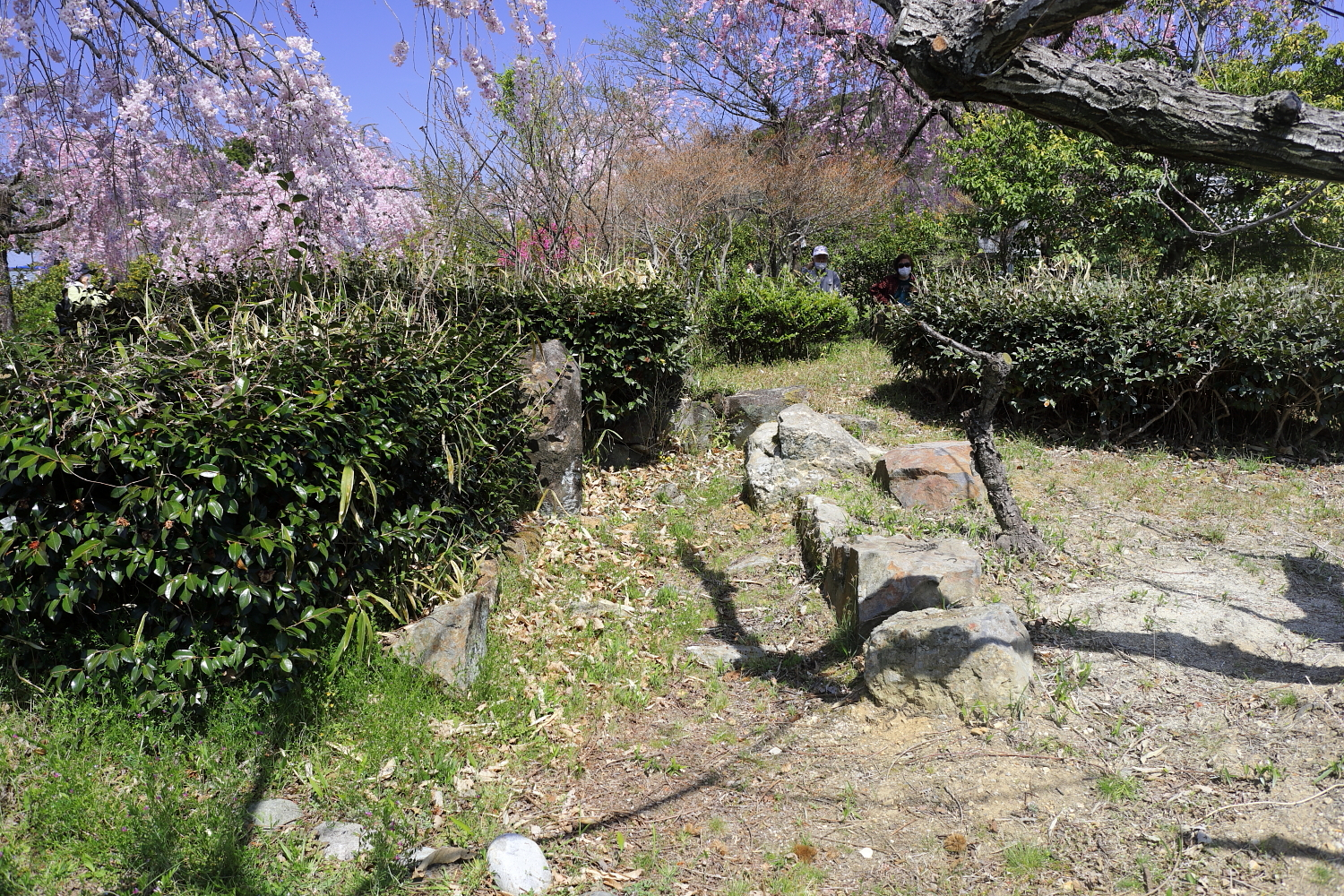
園内にある東谷山31号古墳
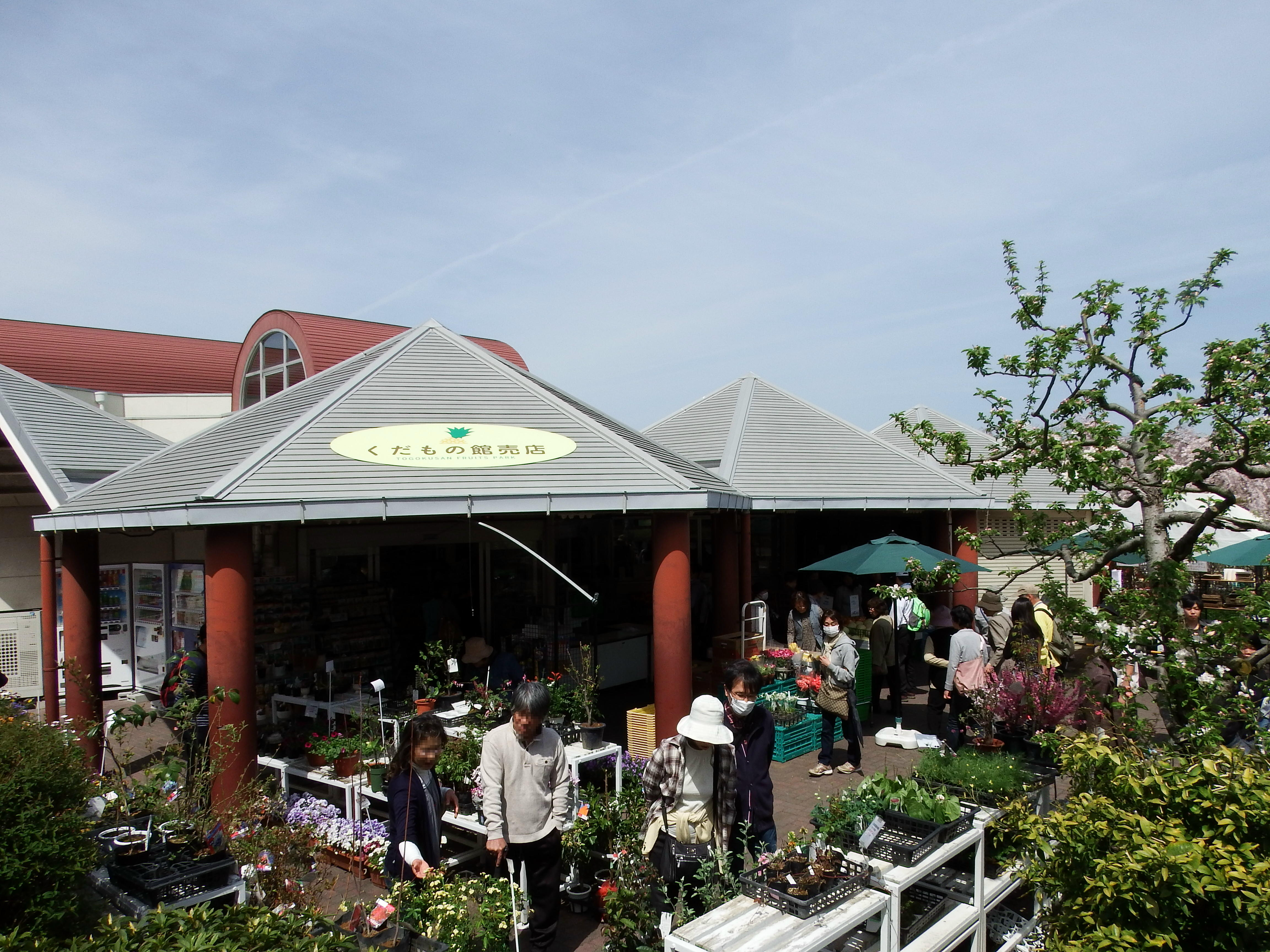
くだもの館売店

## 関連書籍
※「書名」著者・編集者（出版社・出版元、出版年）
- 「名古屋市東谷山フルーツパーク事業概要」名古屋市東谷山フルーツパーク/編（名古屋市東谷山フルーツパーク） - ※ 年度ごとに出版